# Distretto di Chuen Chom
Il distretto di Chuen Chom (in thailandese: ชื่นชม) è un distretto (amphoe) della Thailandia, situato nella provincia di Maha Sarakham.